# Miranda Fricker
Miranda Fricker, née le 12 mars 1966, est une philosophe féministe anglaise. Elle est notamment connue pour avoir défini le concept d'injustice épistémique. 

## Biographie
Miranda Fricker soutient son PhD à l'Université d'Oxford. Elle enseigne au Birkbeck College de Londres et à l'Université de Sheffield avant de rejoindre le CUNY Graduate Center en 2016. Elle est également professeure honoraire de philosophie à l'Université de Sheffield. Elle est professeure émérite de philosophie au City University of New York Graduate Center. Elle est à l'origine du concept d'injustice testimoniale. Il s'agit d'une injustice commise contre quelqu'un « spécifiquement en sa qualité de connaisseur », et a exploré le concept dans son livre de 2007 Injustice épistémique.
En 2016, elle est élue membre de la British Academy. En 2020, elle est élue membre de l'American Academy of Arts and Sciences .

## Publications
- The Epistemic Life of Groups: Essays in the Epistemology of Collectives, eds. Brady & Fricker (Oxford University Press, 2016)
- Epistemic Injustice: Power and the Ethics of Knowing (Oxford University Press, 2007)
- The Cambridge Companion to Feminism in Philosophy, co-edited with Jennifer Hornsby (Cambridge University Press, 2000)